# ميشيل برنارد (رجل أعمال)
ميشيل برنارد (بالفرنسية: Michel Bernard)‏ هو مهندس فضاء جوي وشخصية أعمال ومهندس فرنسي، ولد في 1 مارس 1943 في بورج في فرنسا.